# Desinstalación de software
Se llama desinstalación de software al proceso de revertir los cambios producidos en un sistema por la instalación de software. Por ello no solo deben ser borrados los archivos, sino también cambios en otros aspectos del software, como por ejemplo, eliminar usuarios que hayan sido creados, retirar derechos concedidos, borrar directorios creados hasta llevar la contabilidad en un Sistema de gestión de paquetes o en el sistema (p.e: Windows-Registry).
Debido a la creciente complejidad de sistemas operativos y sus interfaces (API), la desinstalación de software puede ser no solo contra-productiva sino también poner en peligro la estabilidad del sistema. Por esta razón la calidad de un software no solo depende de sus efectos productivos o creativos sino también de su capacidad de integración en el sistema operativo y compatibilidad con otros programas. El desarrollador del software debe ofrecer una función para desinstalar su software sin dañar o desestabilizar el sistema.
Cada vez es más difícil la desinstalación, dado que muchas bibliotecas se comparten entre aplicaciones de diferentes productores de software que utilizan enlaces duros o simbólicos a través del directorio.
En sistemas de alta complejidad, el esfuerzo para desinstalar un programa puede ser mayor que el de la instalación.
- Datos: Q1183329